# 페르페투아 은쿼차
페르페투아 이제오마 은쿼차(영어: Perpetua Ijeoma Nkwocha, 1976년 1월 3일 ~ )는 나이지리아의 전직 여자 축구 선수이자 현 클레멘스네스 IF(Clemensnäs IF)의 코치이다. 선수 시절 포지션은 미드필더였다.

## 클럽 경력
2007년부터 2014년까지 다말스벤스칸과 엘리레탄을 오가던 스웨덴의 여자 축구 클럽인 순나노 SK에서 활약했다. 선수 생활에서 은퇴한 이후에는 스웨덴에 정착하면서 스웨덴 시민권을 취득했다.

## 국가대표 경력
2002년부터 2014년까지 열린 7차례의 아프리카 여자 네이션스컵(2002년, 2004년, 2006년, 2008년, 2010년, 2012년, 2014년)에 참가했으며 2004년, 2005년, 2010년, 2011년에는 아프리카 축구 연맹이 주관하는 아프리카 올해의 여자 축구 선수로 선정되었다.
4차례의 FIFA 여자 월드컵(2003년, 2007년, 2011년, 2015년), 3차례의 하계 올림픽(2000년 시드니 하계 올림픽, 2004년 아테네 하계 올림픽, 2008년 베이징 하계 올림픽)에 참가했다.